# Васил Стойчев
Васил Стойчев е български актьор.

## Биография
Роден е на 29 септември 1935 г. в град Кюстендил в семейството на фотограф – „Фото Бански“.
Завършва Образцов икономически техникум в София, една година учи във ВИИ „Карл Маркс“, а през 1954 – 1959 е студент във ВИТИЗ „Кръстьо Сарафов“ със специалност актьорско майсторство в класа на професор Филип Филипов.
Заедно с колегите си Виолета Бахчеванова, Лили Райнова, Асен Кисимов, Вълчо Камарашев и Живко Гарванов е разпределен в Драматичен театър „Адриана Будевска“ Бургас.
През 1960/61 заедно със съпругата си Виолета Бахчеванова е назначен в Народния театър, където прекарва 50 години от творческата си кариера. Има изяви и на сцената на Театър 199, пред който двамата с Бахчеванова имат пано с отпечатъци на Стената на славата.
Играе в радиотеатъра в БНР и в телевизионния театър.
Васил Стойчев умира на 84 години на 15 юли 2020 г. в София.

## Кариера на озвучаващ актьор
Стойчев се занимава активно с дублаж на филми и сериали, измежду които „Дързост и красота“, „Мечо Пух“, „Смърфовете“ и „Лейди и скитника“.
Озвучавал е във филми за БНТ, Александра Аудио и Доли Медия Студио.
Един от последните филми, които дублира, е „Драконът, моят приятел“, където озвучава персонажа на Робърт Редфорд.

## Личен живот
От 1960 г. до смъртта си е женен е за Виолета Бахчеванова, с която имат 2 дъщери. Негов зет е Атанас Атанасов, а негови внуци са актьорите Алиса Атанасова и Ясен Атанасов.

## Награди и отличия
- Наградата „Икар“ на Съюза на артистите в България, заедно с Виолета Бахчеванова, за „изключителен творчески принос към българския театър“, 2013.

## Театрални роли
- „Унижените и оскърбените“ (Фьодор Достоевски) – князът
- „Хъшове“ (Иван Вазов) – Владиков
- „Под игото“ (Иван Вазов) – Бойчо Огнянов
- „Американска трагедия“ (Теодор Драйзер) – прокурора Мезон
- „Разузнаване“ (Лозан Стрелков) – поручик Енчо Енев
- „Кой се страхува от Вирджиния Улф?“ (Едуард Олби) – Ник

## Телевизионен театър
- „Да отгледаш кукувица“ (1987) (сц. и реж. Иван Рачев по едноименната повест на Дико Фучеджиев)
- „Главният редактор“ (1987) (Игор Барах и Олег Сатник)
- „Сказание за хан Аспарух, княз Слав и жреца Терес“ (1982) (Антон Дончев), 6 части
- „Каин магьосникът“ (1977) (Камен Зидаров)

## Филмография
| Година      | Филми/Сериали                                          | Серии | Копродукции        | Роля                                             |
| ----------- | ------------------------------------------------------ | ----- | ------------------ | ------------------------------------------------ |
| 2004        | Хотел България                                         | 23    |                    | Петко                                            |
| 1990        | Нощ без теб (тв)                                       |       |                    | Михайлов, главният редактор на вестника          |
| 1987        | Каменната гора (тв)                                    |       |                    | министърът Михаил                                |
| 1985        | Под манастирската лоза                                 |       |                    |                                                  |
| 1985        | Маневри на петия етаж                                  |       |                    | Костадинов                                       |
| 1983        | Милионите на Привалов – (Die priwalov'schen Millionen) | 6     | ФРГ / България     | Данила                                           |
| 1982        | Спирка „Берлин“                                        | 2     |                    | Грил                                             |
| 1981        | Йо-хо-хо                                               |       |                    | колегата на актьора                              |
| 1981        | Не трябва, Старик, не трябва                           |       |                    | доктор Михайлов                                  |
| 1976        | Над Сантяго вали – (Il pleut sur Santiago)             |       | България / Франция | Рохас, съветникът на президента                  |
| 1975        | Началото на деня                                       |       |                    |                                                  |
| 1975        | Таралежите се раждат без бодли                         |       |                    | класният другаря Пенев                           |
| 1969 – 1971 | На всеки километър                                     | 26    |                    | д-р Грозев от Министерството на народното здраве |
| 1963        | Калоян                                                 |       |                    | Цар Калоян                                       |

## Роли в дублажа

### Войсоувър
- „Дързост и красота“

### Нахсинхрон
- „Драконът, моят приятел“ – Мийчъм, 2016
- „Лейди и Скитника“ – Тръсти, 2006
- „Мечо Пух“ – Бухала, 2011
- „Ранго“ (дублаж на „Александра Аудио“) – Костенурката Джон (Нед Бийти), 2011
- „Семейство Симпсън: Филмът“ (дублаж на „Александра Аудио“) – Други гласове, 2007
- „Смърфовете“ – Разказвачът, 2011